# タッチャン
タッチャンは、株式会社ipocaがデザインした地域活性化プロジェクトのマスコットキャラクター。

## 来歴
タッチャンは、地域中小個店の活性化を目的として2007年に株式会社ipocaが開発した顧客関係管理サービスのマスコットとしてデザイン化が始まった。同サービスは、携帯電話のFeliCa機能（いわゆる「おサイフケータイ」）を活用して顧客の携帯メールアドレスを店頭で簡単に取得し、その場で会員登録へ誘導できる。会員は、お気に入りのお店の旬なお得情報だけを選んでメール受信できる上に、来店時に専用端末へケータイをタッチすればする程ポイントが貯まり、様々な特典を得られるようになるというもの。
携帯電話をタッチして使う販促サービスとしては、群を抜いて早くから取り組まれてきた【老舗的】な企業であり、その先見性の高さと多くの実績から、早い段階から大変に良い評価を受け、日本各地の自治体、商店街、ショッピングセンター、チェーン店などへ導入実績数も群を抜いている。
キャラクターとしての開発は2008年1月からスタート。サービスの鍵となっているタッチと言う動作に親しんで貰うべく擬人化された「タッチャン」と言うキャラクターが誕生した。デザインの由来はタッチのタ。色の由来は最初に採用された東京都品川区の青物横丁商店街に感謝し青野菜となっている。
2008年7月には、青物横丁商店街での実績が評価され、経済産業省後援の「IT Japan Award 2008」(主催：日経BP社、審査委員長：安西祐一郎 情報処理学会元会長・慶應義塾長）にて「タッチャン」は準グランプリを受賞。続く同年11月「第四回東京商店街グランプリ」（主催東京都）にて「タッチャン」は活性化部門優秀賞を受賞した。2009年10月には川崎市主催「かわさき起業家オーディション」にて大賞（市長賞）含むトリプル受賞した。

## キャラクター設定
タッチャンは、「タ」の字が化けた謎の生物。ピーマンやミドリムシなど諸説あるが、その生態はまだ解明されていない。頭部についているアンテナが特徴。
※設定は変更されることがある。この設定は2008年現在のもの。
- 生年月日：2008年2月1日（日付は青物横丁商店街での初お披露目日に由来）
- 出身地：日本
- 生息地：青物横丁商店街（東京都）、柏レイソルホームタウン（千葉県）、Doまんなかモール（宮崎県）など
  - 普段はお店のレジあたりに隠れていて、見つけた時にケータイでタッチすると電話画面上に収集することができる。
- 好きな食べ物：青野菜
- その他
  - タッチされるのが大好きで、あまりにも嬉しいとアンテナが立ってしまう。

## キャラクター展開
導入地域にちなんだ「ご当地タッチャン」と呼ばれるタッチャングッズが展開されている。
「ご当地タッチャン」の第1号は、2008年に青物横丁商店街で発売された「あおよこ タッチャン」で、キャラクター展開はポスター、チラシに始まり、ピンバッジ、缶バッジ、携帯ストラップとキャラクター群が拡大。続いて、2008年3月にぬいぐるみや抱きまくらやエプロンなど立体造型キャラクターが開発された。2008年5月10日放送のテレビ東京系『出没!アド街ック天国』にてタッチャンは「薬丸印の新名物」に選ばれ、商品化間もない「タッチャン抱きマクラ」が番組収録スタジオにて紹介された。
「ご当地タッチャン」は携帯電話用のデジタルコンテンツとしても発展。タッチャンにタッチしたあとに携帯画面で見ることができる「タッチャン4コママンガ」は、タッチャンが導入されている仙台や沖縄、宮崎、熊本などの名所やお祭り、文化などを、タッチャンとコンビの女の子が紹介していく『地域マンガ』。脱力系のほのぼのした雰囲気が評判となっている。その他に、「タッチャンケータイ待ちうけ」や「タッチャンデコメール」などデジタルコンテンツの種類が増えている。
ご当地タッチャン
- あおよこ タッチャン （2008年02月〜、東京都）
- 柏レイソル タッチャン （2008年10月〜、千葉県）
- Doまんなかタッチャン （2009年02月〜、宮崎県〈中心市街地商店街〉）
- Beauty タッチャン （2009年4月〜、全国各地〈POLA THE BEAUTY〉）
- 宮交シティ タッチャン （2009年7月〜、宮崎県〈ショッピングセンター〉）
- 八代タッチャン （2009年8月〜、熊本県八代市〈中心市街地活性化協議会〉）
- ゆいまーるタッチャン （2009年8月〜、沖縄県）
- 星プラザタッチャン （2009年12月〜、山口県下松市〈ショッピングセンター〉）